# Сніжки (секс)
Сні́жки (англ. Snowballing) — сексуальна практика, в якій один з партнерів приймає до рота сперму іншої людини, а потім передає з уст в уста другого партнера, зазвичай через поцілунок.
Спочатку цей термін використовувався тільки гомосексуальними та бісексуальними чоловіками. Опитування серед представників ЛГБТ у 2004 році показало, що близько 20 %, з 1200 осіб які, брали участь в опитуванні, коли-небудь брали участь у сексуальній практиці «сніжки».
У гетеросексуальних парах жінка, яка провела мінет, може потім повернути сперму, яка вже змішана з її слиною, своєму партнерові, до його рота; пара або інші партнери у статевому акті можуть потім обмінюватися рідиною кілька разів, викликаючи збільшення об'єму рідини (сперма, слина; а також передеякулят, цервікальний слиз, якщо до  практики «сніжки» були виконані сексуальні практики з проникненням).

## Підтипи або супутні практики

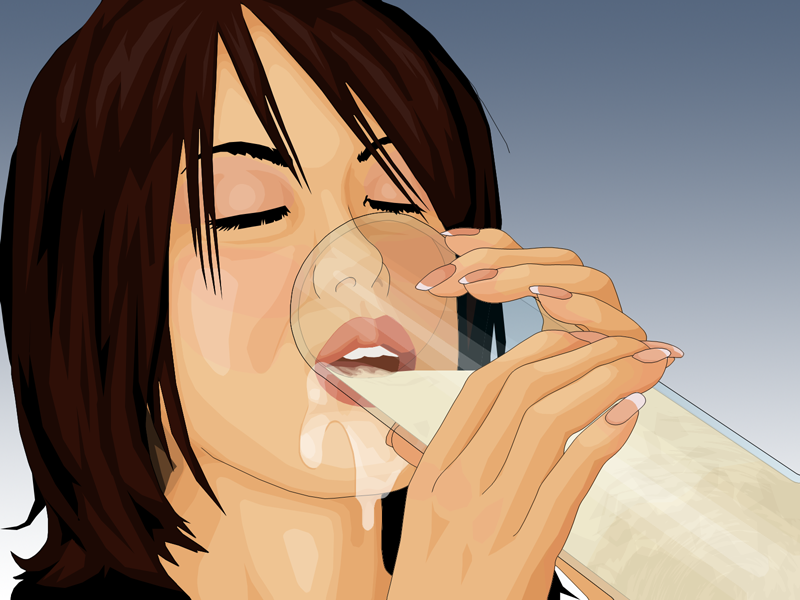
Споживання великої кількості сперми; дія, відома як «ґоккун» у японському сексуальному слензі

Окрім вищезгаданих «сніжків», також існує кілька схожих сексуальних практик, які так само пов'язані з оральним прийманням сперми, який може робити один або кілька партнерів. Практики, пов'язані з пероральним прийманням сперми, включають:
- Обмін спермою (англ. Cum swapping), під час якого одна особа передає сперму зі свого рота до рота другої особи. Зазвичай подібна практика приписується двом жінкам.[9]
- Скидання (англ. Felching) – це сексуальна практика, яка передбачає висмоктування сперми з анального отвору партнера. Згідно із описом терміна «felch» у Оксфордському словнику англійської мови, найдавніша згадка цього слова у друкованому вигляді була в «Арго гомосексуальної субкультури» (англ. The Argot of the Homosexual Subculture) Рональда А. Фаррелла у 1972 році, хоча це використання було синонімом для анілінгуса.[10]
- Ґоккун (яп. ごっくん, англ. Gokkun) — це японський термін для позначення сексуальної активності, під час якої людина (зазвичай жінка) споживає сперму одного або кількох чоловіків, часто з якогось контейнера, який містить сперму або подібну до неї рідину.[11] «Ґоккун» також може означати статевий акт ковтання сперми після виконання мінету або участі в буккаке.[11][12] Слово «ґоккун» є звукопоетичним і перекладається приблизно як укр. ковток, звук, який відтворюється під час процесу ковтання.[13]